# Oleg Mityaev
Oleg Yuryevich Mityaev (em russo: Олег Юрьевич Митяев, Oremburgo, 1974 – Mariupol, 15 de março de 2022) foi um major-general russo que teria sido morto durante a Invasão da Ucrânia pela Rússia em 2022.

## Biografia
Mityaev era o comandante da 150ª Divisão de Rifle Motorizado da Rússia desde 2020.
A Ucrânia disse que ele foi morto enquanto participava do cerco de Mariupol durante a invasão russa da Ucrânia em 2022, supostamente pelo Batalhão Azov.
Isso faria dele o quarto general russo morto durante a invasão de 2022. Fontes ocidentais acreditam que 20 major-generais foram enviados para a Ucrânia, dos quais quatro foram mortos.